# Aselgeoides aurora
Aselgeoides aurora är en insektsart som beskrevs av Ronald Gordon Fennah 1969. Aselgeoides aurora ingår i släktet Aselgeoides och familjen Dictyopharidae. Inga underarter finns listade i Catalogue of Life.